# Vrba náhrobní
Vrba náhrobní (Salix ×sepulcralis) je hybridní druh z rodu vrba, často pěstovaný v kultuře jako okrasná dřevina. Vznikl jako kříženec převislého kultivaru vrby bílé (Salix alba cv. 'Tristis' nebo 'Vitellina') a vrby babylónské (Salix babylonica). Je to v českých podmínkách nejčastěji vysazovaná „smuteční vrba“.

## Popis

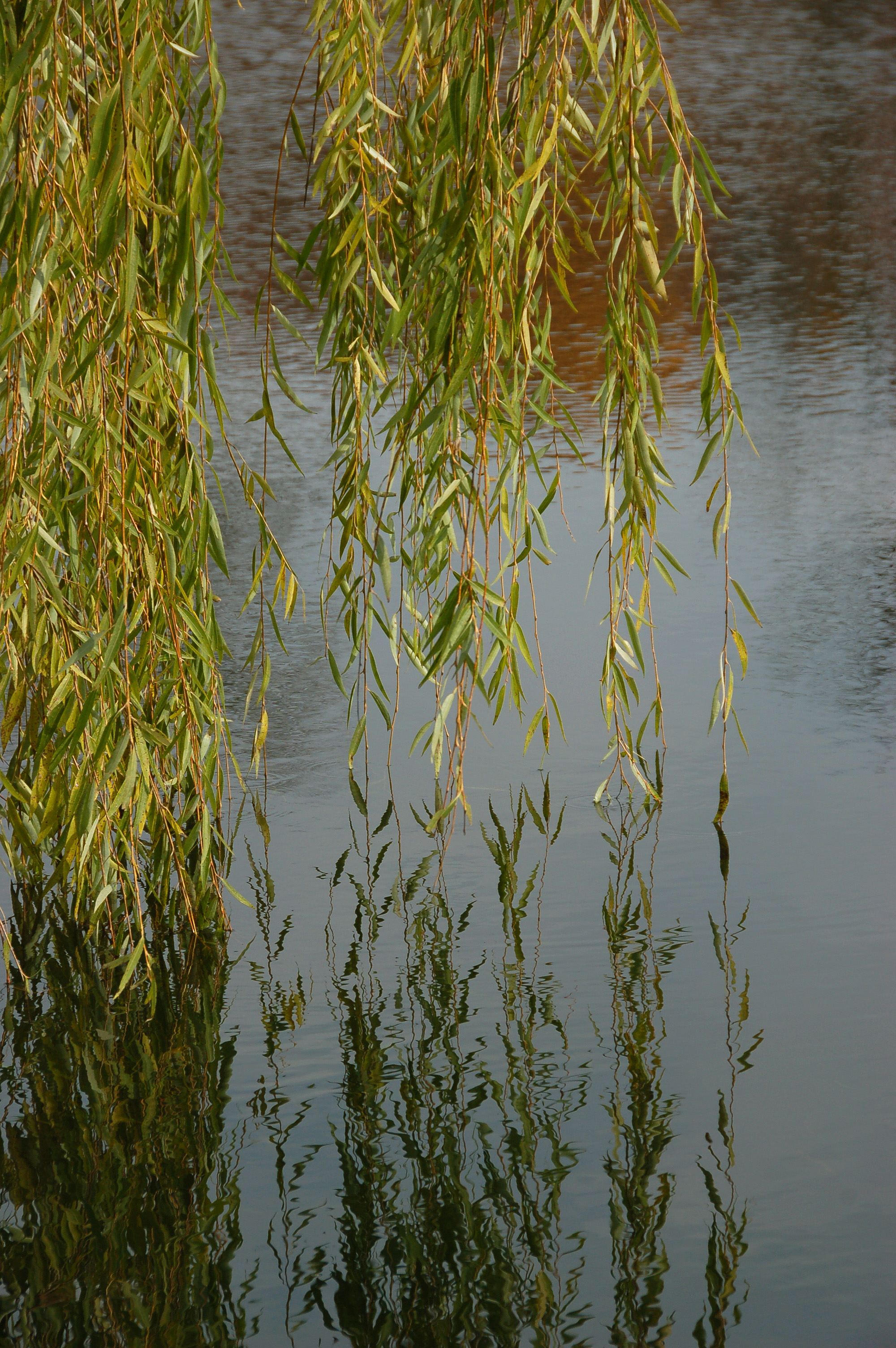
Listy na podzim

Je to 15–20 metrů vysoký strom s nápadně převisajícími periferními větvemi a rozkladitou korunou. Letorosty jsou lysé, žlutě zbarvené, velmi dlouhé. Kopinaté špičaté listy jsou 8–10 cm dlouhé a 1,1–1,3 cm široké, na okraji pilovité, na lícní straně zelené, na rubu šedé; na stromě vytrvávají zelené dlouho do podzimu, prakticky do prvních mrazů. Drobné šídlovité palisty záhy opadávají.
V kultuře se vyskytují jedinci výhradně se samčími květy (někdy se však objevují i oboupohlavné jehnědy). Ty jsou uspořádány v úzkých, válcovitých, 3–4 cm dlouhých jehnědách umístěných na postranních větévkách a mají po dvou tyčinkách s pýřitými nitkami. Jejich podpůrné listeny jsou žlutozelené, řídce chlupaté, s jednou nektáriovou žlázkou. Strom kvete v dubnu až květnu, po olistění.

## Pěstování
Jako rychle rostoucí a atraktivně vyhlížející dřevina odolná proti napadení dřevokaznými houbami je vrba náhrobní velice často pěstována jako okrasný strom. Uplatňuje se zejména jako výrazná solitéra ve větších zahradách a parcích a v krajinářských úpravách. Pravděpodobně nejčastěji se pěstuje kultivar 'Chrysocoma' vyšlechtěný v Berlíně v roce 1888, s dlouhými, převislými, žlutými větvemi, nebo kultivar 'Salamonii' s větvemi hnědavými až zelenkavými a méně převislými.

## Ostatní „smuteční vrby“
Typický „smuteční“ vzhled s převislými větvemi má řada dalších druhů a kultivarů vrb, především vrba babylónská. Jako jeden z prvních byl pravděpodobně pěstován její silně převisající kultivar 'Pendula', která se do Evropy dostal v polovině 18. století. Dalšími takovými jsou kultivary 'Babylon', 'Blanda' s větvemi jen mírně převislými, nebo 'Elegantissima' s větvemi delšími a více převislými. V českých, potažmo středoevropských podmínkách jsou však choulostivé, často namrzají a nejsou tedy zdaleka pěstovány tak často jako vrba náhrobní.
Rozšířen je též kultivar 'Tristis' vrby bílé (někdy bývá pokládán za synonymní taxon se Salix ×sepulcralis, vyskytují se ale jen samičí exempláři) nebo další kříženec vrba obloukovitá (Salix ×pendulina Wender, syn. Salix ×blanda = S. babylonica × S. fragilis) se šedavými, lámavými letorosty.